# Khairul Hafiz Jantan

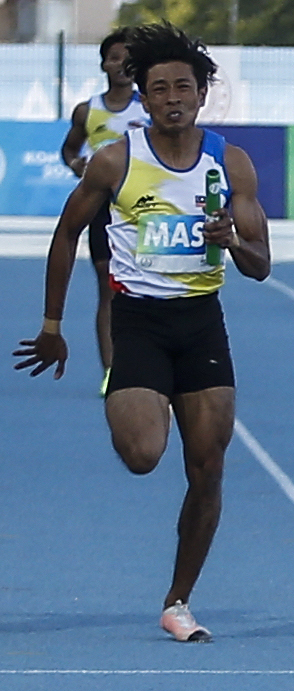
Jantan bei einem 400-m-Lauf (2022)

Khairul Hafiz Jantan  (* 22. Juli 1998 in Malakka) ist ein malaysischer Leichtathlet, der sich auf den Sprint spezialisiert hat.

## Sportliche Laufbahn
Erste internationale Erfahrungen sammelte Khairul Hafiz Jantan bei den Jugendweltmeisterschaften 2015 in Cali, bei denen er über 100 und 200 Meter bis in das Halbfinale gelangte. 2016 gewann er bei den Juniorenasienmeisterschaften in Ho-Chi-Minh-Stadt in 10,36 s die Goldmedaille über 100 Meter sowie in 21,15 s Silber über 200 Meter und in 39,91 s auch mit der malaysischen 4-mal-100-Meter-Staffel. Daraufhin nahm er über 100 Meter an den U20-Weltmeisterschaften im polnischen Bydgoszcz teil und schied dort mit 10,58 s im Halbfinale aus. 2017 nahm er über 100 Meter an den Asienmeisterschaften in Bhubaneswar teil und wurde dort im Finale wegen eines Fehlstarts disqualifiziert. Zudem belegte er mit der malaysischen Stafette in 39,98 s Platz fünf. Anschließend siegte er bei den Südostasienspielen in Kuala Lumpur in 10,38 s und wurde über 200 Meter in 21,28 s Vierter. 2018 nahm er zum ersten Mal an den Commonwealth Games im australischen Gold Coast teil und belegte mit der malaysischen Staffel den siebten Platz. Ende August nahm er erstmals an den Asienspielen in Jakarta teil und gelangte dort bis in das Halbfinale im 100-Meter-Lauf, in dem er mit 10,45 s ausschied. Zudem wurde er mit der malaysischen Stafette disqualifiziert. 2019 schied er bei der Sommer-Universiade in Neapel mit 10,70 s im Vorlauf aus und gelangte auch mit der Staffel mit 40,28 s nicht bis in das Finale. Im Dezember gewann er bei den Südostasienspielen in Capas in 39,78 s die Silbermedaille mit der Staffel hinter Thailand.
2022 schied er bei den Islamic Solidarity Games in Konya mit 10,49 s im Halbfinale über 100 Meter aus und mit der 4-mal-100-Meter-Staffel belegte er in 39,46 s den sechsten Platz. Im Jahr darauf gewann er bei den Südostasienspielen in Phnom Penh in 10,45 s die Bronzemedaille hinter dem Thailänder Soraoat Dapbang und Marc Brian Louis aus Singapur und auch mit der Staffel gewann er in 39,36 s die Bronzemedaille hinter den Teams aus Indonesien und Thailand. Anschließend belegte er bei den Asienmeisterschaften in Bangkok in 39,17 s den sechsten Platz mit der Staffel und schied über 100 Meter mit 10,50 s im Halbfinale aus. Ende September schied er bei den Asienspielen in Hangzhou mit 10,63 s ebenfalls im Semifinale über 100 Meter aus und wurde mit der Staffel im Finale disqualifiziert. 2025 kam er bei den Asienmeisterschaften in Gumi mit 10,71 s nicht über den Vorlauf über 100 Meter hinaus.
2016 wurde Jantan malaysischer Meister über 200 Meter sowie mit der 4-mal-100-Meter-Staffel sowie 2017 erneut über 200 Meter.

## Persönliche Bestleistungen
- 100 Meter: 10,18 s (+1,1 m/s), 27. Juli 2016 in Kuching
- 200 Meter: 20,90 s (0,0 m/s), 18. Juli 2017 in Kuala Lumpur